# وليام جوزيفوس روبنسون
وليام جوزيفوس روبنسون (8 ديسمبر 1867 - 6 يناير 1936) (بالإنجليزية: William Josephus Robinson)‏ طبيب أمريكي، متخصص في علم الجنس، ومن دُعاة تحديد النسل. كان رئيسًا لقسم أمراض الجهاز البولي التناسلي في مستوصف مستشفى برونكس، ورئيس تحرير المجلة الأمريكية لجراحة المسالك البولية وعلم الجنس. كان روبنسون نشطًا في حركة تحديد النسل في الولايات المتحدة. فقد كان «أول طبيب أمريكي يطالب بتدريس وسائل منع الحمل لطلاب الطب، [...] كما يعتبر الأكثر شعبية بين الأطباء الأميركيين الذين يكتبون عن تحديد النسل في العقود الثلاثة الأولى من القرن العشرين».
بالإضافة إلى إسهاماته في المجال الطبي، قام روبنسون بتحرير أعمال طبيب الأطفال الرائد أبراهام جاكوبي. وكان أيضًا ناقدًا شديد اللهجة للمسيحية..